# Richard Misrach
Richard Misrach (Los Ángeles, California, EE. UU., 11 de julio de 1949) es un fotógrafo estadounidense. Fue uno de los introductores del color en la década de los setenta del siglo XX, caracterizándole el uso de cámaras tradicionales de gran formato.
Richard Misrach ha fotografiado los desiertos del Oeste americano, y ha creado series fotográficas que documentan los cambios que han provocado en el medio ambiente actividades humanas como el desarrollo urbano, el turismo, la industrialización, la industria petroquímica, y las pruebas militares con explosivos, incluyendo las armas nucleares. Misrach ha apoyado su trabajo en la estética, la política, la ecología y la sociología.
Algunos de sus trabajos han sido: Cantos del desierto (The Desert Cantos), que puede considerarse su mejor trabajo, y una de las obras fotográficas más importantes de finales del siglo XX; The Oakland–Berkeley fire, Hurricane Katrina, Golden Gate Bridge, Petrochemical America, On the Beach, Border Cantos, etc.